# 麻布加乡
麻布加乡（藏語：རྨ་བྱ་），是中华人民共和国西藏自治区日喀则市萨迦县下辖的一个乡镇级行政单位。

## 行政区划
麻布加乡下辖以下地区：
白拉村、白色村、麻加村、拉东村、曲雪村、普玛村、帕列村和普村。